# Budapest Hurricanes
A Budapest Hurricanes egy megszűnt magyar amerikaifutball-csapat Budapesten. A csapat a MAFSZ kiemelt bajnokságának (HFL), és az IFAF CEI kupasorozat résztvevője volt. A gárda 2009 végén alakult és hamarosan az ország kiemelkedő sportszervezetévé emelkedett. Megalakulásuk idején a csapat jelentős részét a Budapest Wolves egykori utánpótlás korú játékosai adták, akik Kovács Zsolt – a korábbi Budapest Wolves Junior vezetőedző – irányítása alatt dolgozhattak tovább. A kiválás miatt a MAFSZ döntése értelmében 2010-ben csak három barátságos mérkőzést játszott a budapesti egyesület, de 2011-től már teljes körű résztvevője lett a hazai futballbajnokságoknak. A felnőtt kiemelt liga (HFL) és az utánpótlás bajnokság 2013-as bajnoka. 2014 végén megszűnt.

## Szezonok

### 2010
A Magyar Amerikai Futball Szövetség (MAFSZ) döntése értelmében a Hurricanes még nem vehetett részt semmilyen bajnoki sorozatban sem, így összesen három barátságos mérkőzést játszott külföldi csapatokkal.
| Dátum             | Ellenfél          | Eredmény | Helyszín                     | Statisztika |
| ----------------- | ----------------- | -------- | ---------------------------- | ----------- |
| 2010. október 2.  | Team Slovenia     | L 19-26  | Budapest, Építők Sporthostel |             |
| 2010. október 17. | @ Vienna Knights  | L 30-14  | Bécs, Freizetpark Schmelz    |             |
| 2010. november 6. | @ Zagreb Patriots | W 11-21  | Zágráb                       |             |

### 2011
A Hurricanes, mint új résztvevő a legalsóbb osztályban (DIV II.) kezdte meg szereplését a magyar bajnokságokban. A DIV II-t veretlenül nyerte meg, a döntőben az Újpest Bulldogsot győzte le 56-14-re. Emellett az osztrák bajnokságba is benevezett a Hurricanes, ahol az alapszakaszt 3-1-es mérleggel zárták. A döntőben az Alpin Hammers elleni 31-13-as győzelmével a Budapest Hurricanes lett az első magyar amerikai futball csapat, amelyik külföldi felnőtt bajnokságban szerzett aranyérmet.
| Versenysorozat | Dátum             | Ellenfél                   | Eredmény | Helyszín                             | Statisztika |
| -------------- | ----------------- | -------------------------- | -------- | ------------------------------------ | ----------- |
| MAFL DIV II.   | 2011. március 12. | @ Fehérvár Enthroners      | W 0-43   | Fehérvár                             |             |
| MAFL DIV II.   | 2011. március 26. | @ Debrecen Gladiators      | W 6-49   | Debrecen, Gázvezeték salakmotorpálya |             |
| MAFL DIV II.   | 2011. április 9.  | Újpest Bulldogs            | W 61-0   | Budapest, Építők Sporthostel         |             |
| AFBÖ DIV II.   | 2011. április 16. | Zagreb Patriots            | W 42-21  | Budapest, Építők Sporthostel         |             |
| AFBÖ DIV II.   | 2011. április 30. | @ Danube Dragons 2         | W 7-37   | Bécs, Rattenfängerstadion            |             |
| MAFL DIV II.   | 2011. május 7.    | @ Budapest Eagles          | W 7-42   | Budapest, Építők Sporthostel         |             |
| MAFL DIV II.   | 2011. május 22.   | Tata Mustangs              | W 57-12  | Budapest, Építők Sporthostel         |             |
| AFBÖ DIV II.   | 2011. május 28.   | Danube Dragons 2           | W 55-19  | Budapest, Építők Sporthostel         |             |
| AFBÖ DIV II.   | 2011. június 4.   | @ Zagreb Patriots          | L 26-20  | Zágráb                               |             |
| AFBÖ DIV II.   | 2011. június 18.  | @ Carinthian Black Lions 2 | W 34-36  | Villach, Stadion Villach Lind        |             |
| AFBÖ DIV II.   | 2011. július 3.   | @ Alpin Hammers            | W 13-31  | Schwaz, Regionales Sportzenrum       |             |
| MAFL DIV II.   | 2011. július 10.  | Budapest Cowboys 2         | W 40-0   | Budapest, Építők Sporthostel         |             |
| MAFL DIV II.   | 2011. július 17.  | Újpest Bulldogs            | W 56-14  | Dunaújváros, Eszperantó úti Stadion  |             |

- Osztrák DIV2 Eredmények. afboe.at. [2014. január 7-i dátummal az eredetiből archiválva]. (Hozzáférés: 2011. július 3.)

### 2012
A Budapest Hurricanes átugrotta a DIV I-et és meghívást nyert az első alkalommal kiírt, négyfős kiemelt ligába (HFL). A Hurricanes rögtön az alapszakaszban újabb történelmet írt, miután megtörte a Budapest Wolves majdnem tízéves hazai veretlenségi sorozatát. Az alapszakaszban hazai pályán, 33-27-re múlta felül a Wolvest Kovács Zsolt csapata. A Hurricanes végül veretlenül zárta az alapszakaszt, azonban a döntőn visszavágott a Budapest Wolves és magabiztos, 65-21-es győzelmével elhódította a kupát.
Ausztriában sem sikerült a címvédés, ugyanis a Cineplexx Blue Devils az alapszakaszban, majd a döntőben is szoros mérkőzésen győzte le a Hurricanest, így a Canes mindkét fronton ezüstéremmel zárta az évet.
| Versenysorozat | Dátum                | Ellenfél                | Eredmény | Helyszín                       |
| -------------- | -------------------- | ----------------------- | -------- | ------------------------------ |
| AFBÖ DIV II.   | 2012. április 1.     | @ Cineplexx Blue Devils | L 12-7   | Hohenems, Herrenriedstadion    |
| AFBÖ DIV II.   | 2012. április 8.     | Styrian Bears           | W 62-0   | Budapest, Építők Sporthostel   |
| AFBÖ DIV II.   | 2012. április 21.    | Red Lions Hall          | W 42-0   | Budapest, Építők Sporthostel   |
| AFBÖ DIV II.   | 2012. május 12.      | @ Generali Invaders     | W 6-23   | Sankt Pölten                   |
| AFBÖ DIV II.   | 2012. május 20.      | Amstetten Thunder       | W 79-30  | Budapest, Építők Sporthostel   |
| AFBÖ DIV II.   | 2012. május 27.      | @ Alpin Hammers         | W 6-28   | Schwaz, Regionales Sportzenrum |
| AFBÖ DIV II.   | 2012. június 17.     | @ Amstetten Thunder     | W 38-73  | Amstetten, Umdasch Stadion     |
| AFBÖ DIV II.   | 2012. július 24.     | @ Cineplexx Blue Devils | L 14-6   | Hohenems, Herrenriedstadion    |
| MAFL HFL       | 2012. szeptember 8.  | @ Győr Sharks           | W 41-7   | Győr, Elektromos Sporttelep    |
| MAFL HFL       | 2012. szeptember 29. | Budapest Wolves         | W 33-27  | Budapest, Építők Sporthostel   |
| MAFL HFL       | 2012. október 6.     | @ Újbuda Rebels         | W 14-30  | Budapest, Építők Sporthostel   |
| MAFL HFL       | 2012. október 20.    | Budapest Wolves         | L 21-65  | Budapest, Sport utcai Stadion  |

- Hurricanes 2012-es meccsei. hurricanes.hu. [2014. április 19-i dátummal az eredetiből archiválva]. (Hozzáférés: 2014. április 3.)
- Osztrák DIV2 Eredmények. afboe.at. [2014. január 7-i dátummal az eredetiből archiválva]. (Hozzáférés: 2012. június 24.)

### 2013
Tavasszal az először megrendezésre került IFAF CEI Interliga küzdelmein vett részt a Hurricanes. A négycsapatos sorozatban végül 2-3-as mutatóval a harmadik helyen zárt a Hurricanes, így nem jutott a döntőbe. Érdekesség, hogy a három vereség során összesen 10 ponttal kapott ki a csapat.
Ősszel, az újabb csapattal kibővült (Nyíregyháza Tigers) HFL sorozatnak vágott neki a Hurricanes és ezúttal is veretlenül zárta az alapszakaszt. A döntőben a tavalyihoz hasonlóan a Budapest Wolves várt a Hurricanesre, azonban a Hurricanes 10 pontos hátrányból fordítva 28-24-re nyerni tudott, és ezzel magyar bajnok lett.
| Versenysorozat | Dátum                | Ellenfél              | Eredmény | Helyszín                                | Statisztika |
| -------------- | -------------------- | --------------------- | -------- | --------------------------------------- | ----------- |
| IFAF CEI       | 2013. április 20.    | @ Bratislava Monarchs | L 35-33  | Pozsony, Istrochem Stadion              |             |
| IFAF CEI       | 2013. május 11.      | Topolcany Kings       | L 13-20  | Budapest, Építők Sporthostel            |             |
| IFAF CEI       | 2013. május 26.      | @ Topolcany Kings     | W 31-41  | Tapolcsány, Mestsky Stadion             |             |
| IFAF CEI       | 2013. június 8.      | Bratislava Monarchs   | L 13-14  | Budapest, Építők Sporthostel            |             |
| IFAF CEI       | 2013. június 22.     | Újbuda Rebels         | W 56-36  | Budapest, Építők Sporthostel            |             |
| MAFL HFL       | 2013. szeptember 7.  | @ Újbuda Rebels       | W 27-35  | Budapest, Tungsram-pálya                |             |
| MAFL HFL       | 2013. szeptember 14. | @ Nyíregyháza Tigers  | W 7-56   | Nyíregyháza, Nyíregyházi Városi Stadion |             |
| MAFL HFL       | 2013. szeptember 28. | Győr Sharks           | W 58-14  | Budapest, Építők Sporthostel            |             |
| MAFL HFL       | 2013. október 6.     | Budapest Wolves       | W 46-37  | Budapest, Építők Sporthostel            |             |
| MAFL HFL       | 2013. október 26.    | Budapest Wolves       | W 28-24  | Budapest, Szőnyi úti Stadion            |             |

- Hurricanes 2013-as meccsei. hurricanes.hu. [2014. április 1-i dátummal az eredetiből archiválva]. (Hozzáférés: 2014. április 3.)

### 2014
| Versenysorozat | Dátum                | Ellenfél               | Eredmény | Helyszín                     |
| -------------- | -------------------- | ---------------------- | -------- | ---------------------------- |
| CEI            | 2014. március 29.    | @ Beograd Blue Dragons | L 17-7   | Belgrád, Szerbia             |
| CEI            | 2014. április 12.    | vs Bratislava Monarchs | L 28-35  | Budapest, Építők Sporthostel |
| CEI            | 2014. április 26.    | vs Budapest Cowboys    | L 0-20*  | Budapest, Építők Sporthostel |
| CEI            | 2014. május 18.      | @ Budapest Cowboys     | L 13-12  | Budapest                     |
| CEI            | 2014. május 31.      | vs Pančevo Panthers    | W 55-28  | Budapest, Építők Sporthostel |
| CEI            | 2014. június 8.      | @ Bratislava Monarchs  | L 36-32  | Pozsony, Szlovákia           |
| HFL            | 2014. szeptember 7.  | vs Docler Wolves       | W 55-42  | Budapest, Építők Sporthostel |
| HFL            | 2014. szeptember 27. | @ Újbuda Rebels        | W 27-28  | Budapest                     |
| HFL            | 2014. október 4.     | vs Újbuda Rebels       | L 27-44  | Budapest, Építők Sporthostel |
| HFL            | 2014. október 11.    | @ Győr Sharks          | W 13-48  | Győr                         |
| HFL            | 2014. október 19.    | vs Győr Sharks         | W 28-20  | Budapest, Építők Sporthostel |
| HFL            | 2014. október 25.    | @ Docler Wolves        | L 42-41  | Budapest                     |

- *A mérkőzés a pálya alkalmatlansága miatt elmaradt.
- Hurricanes 2014-es meccsei. hurricanes.hu. [2014. március 31-i dátummal az eredetiből archiválva]. (Hozzáférés: 2014. március 31.)

## Játékosok

### 2014 évi játékoskeret
- Hurricanes Roster. hurricanes.hu. [2014. január 8-i dátummal az eredetiből archiválva]. (Hozzáférés: 2014. január 8.)
- A Bajnok csapat névsora:. francescosports. (Hozzáférés: 2013. október 27.)

## Stáb

### 2014-es stáb
- Edzők. hurricanes.hu. [2014. január 8-i dátummal az eredetiből archiválva]. (Hozzáférés: 2014. január 8.)
- A Bajnok csapat névsora:. francescosports. (Hozzáférés: 2013. október 27.)

## Budapest Hurricanes Junior
A Budapest Hurricanes Junior a Budapest Hurricanes magyar amerikaifutball-csapat utánpótlás szakosztálya. A klub megalakulásával egyidejűleg hozták létre a MAFSZ versenykiírásának megfelelően. A játékoskeretet az aktuális szezonban már 15. életévét betöltött, és még 19. életévét töltő játékosok adják. Fennállásuk óta mindhárom évben döntőt játszottak a Magyarországi Amerikai Futballcsapatok Ligája utánpótlás bajnokságában, ebből kettőt megnyertek.